# ليه غيلبرت
ليه غيلبرت (بالإنجليزية: Les Gilbert)‏ هو موسيقي أسترالي، ولد في 10 يناير 1946.